# Walter Penney
Pour les articles homonymes, voir Penney.
Walter Francis Penney ou Walter Penney (18 janvier 1913  à New York - 24 juin 2000 à Greenbelt (Maryland)) est un mathématicien américain,,. Il était spécialisé en cryptanalyse et avait fait carrière dans la Crypto Analysis Group de la US Navy, devenue plus tard la NSA,. Son nom est resté, entre autres, pour le paradoxe de Penney en probabilités.

## Biographie
Il naît et grandit à New York et Hoboken, et à 17 ans reçoit une bourse d'études pour la Cooper Union, sur la base d'un examen compétitif.
Durant la Seconde Guerre mondiale, il déménage à Washington pour rejoindre la Crypto Analysis Group de la US Navy, devenue plus tard la NSA. Lorsque la NSA déplace son QG à Ft. Meade, il s'y installe avec sa famille en 1957, et prend sa retraite en 1977, après 34 ans de service fédéral,.
Au cours de sa carrière Penney invente de nombreuses énigmes mathématiques, linguistiques et cryptographiques, qu'il publie mensuellement dans les Crypto-Mathematical Institute Notices, Computers and Automation, ainsi que dans le Journal of Recreational Mathematics, Word Ways, le American Mathematical Monthly, le Journal of the ACM et le Mathematics Magazine,,,,.
Il est passionné d'échecs et de bridge, et membre de Mensa et d'Intertel, ainsi que de plusieurs associations professionnelles.
À l'âge de 87 ans Walter Penney décède d'un arrêt cardiaque chez lui à Greenbelt,. Un de ses enfants, Walter Herman Penney, avec qui il est parfois confondu par homonymie, était informaticien.

## Contributions
En 1957, Penney est l'un des auteurs d'un théorème sur la distribution des maximums locaux dans des échantillons aléatoires de nombres réels.
En 1969, il énonça un paradoxe probabiliste, basé sur le jeu de pile ou face, dans un article de 10 lignes dans le Journal of Recreational Mathematics. Ce paradoxe prendra le nom de paradoxe de Penney ou jeu de Penney (en).
Il publia également de nombreux casse-tête mathématiques et linguistiques, compilés dans deux volumes de livres édités par le Crypto-Mathematics Institute et dont des exemples sont disponibles en ligne dans la bibliothèque numérique de l'Université Butler,,.

## Ouvrages
- (en) Walter Francis Penney, Penney Puzzles, Volume I, The Crypto-Mathematics Institute, 1974, 55 p.[10]
- (en) Walter Francis Penney, Penney Puzzles, Volume II, The Crypto-Mathematics Institute, 1988, 40 p.[11]
- (en) Martin Gardner, Time Travel and Other Mathematical Bewilderments, W. H. Freeman & Co Ltd, 1988 (ISBN 978-0716719250, lire en ligne), dans lequel est publiée une version étendue du paradoxe (pp. 60-69).